# خوش‌خیال
خوش خیال فیلمی به کارگردانی و نویسندگی مهران تأییدی ساختهٔ سال ۱۳۷۱ است.

## خلاصه داستان
مهدی با آرزوهای دور و درازش، پس از مرگ همسرش، به همراه پسرش محمد در یک هتل واقع در شمال زندگی می‌کند و…

## بازیگران
- افسانه بایگان
- رضا رویگری
- داوود موثقی
- حسین محب‌اهری
- حسین عرفانی
- شهلا ناظریان
- علی زاهدی
- فرخ‌لقا هوشمند
- سعید شیخ‌زاده
- رضا غفوری
- مجتبی جمشیدی
- میرزاده
- زهره حمیدی